# Núria Peris

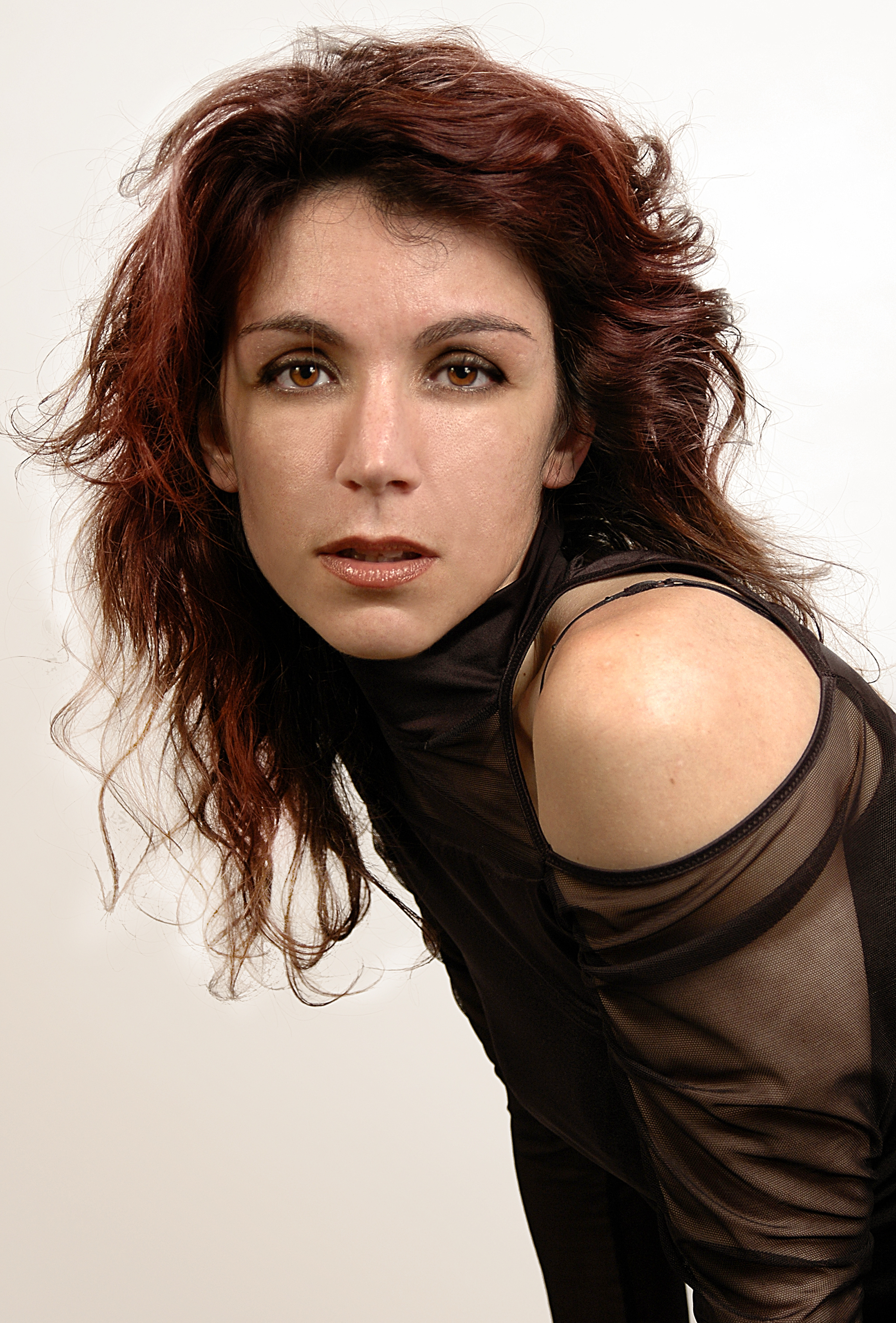
Foto del 2006.

Núria Peris (Mataró, 26 de junio de 1972) es una ilustradora y dibujante de cómic española, con gran influencia de la historieta japonesa. Ha trabajado para diversas editoriales españolas, además de la estadounidense Dark Horse Comics, y actualmente para Estudio Fénix, una empresa de servicios editoriales de Barcelona.

## Biografía
Núria Peris estudió Bellas Artes en la Universidad de Barcelona, donde se licenció en 1996. Desde 1992 combinó sus estudios con trabajos como dibujante, entintadora y colorista en Estudio Fénix, donde actualmente es coordinadora de su departamento de ilustración para colecciones de cromos y productos de merchandising basados en licencias como Dr. Slump o Mazinger Z.
En 1995 publicó su primer cómic, Akuma, con Camaleón Ediciones y sobre guiones de Roque González, al que siguieron títulos como El vuelo de Skuhm (Planeta DeAgostini), con Ismael Ferrer, o Dragon Fall (Heliopolis).
En 1996 se asoció con Roger Ibáñez para constituir el Studio Kishi No Hito.
En 2003, Dark Horse Comics publicó en Estados Unidos una historia corta titulada The Lost Lightsaber en el número 19 de Star Wars Tales, con Núria Peris como dibujante, a la que siguieron el one-shot Karas, co-publicado por Tatsunoko Production, y dos volúmenes del cómic de ciencia ficción Gear School.
En 2009, la editorial española Grupo SM publicó Memorias de Idhún, el cómic: La Resistencia - Búsqueda (1ª Parte), la primera entrega de la adaptación al cómic de la novela Memorias de Idhún de Laura Gallego García. La adaptación lleva 11 entregas publicadas a día de hoy y está previsto que se complete con la entrega número 19, todas ellas dibujadas y coloreadas por Estudio Fénix, con Núria Peris como directora del equipo artístico.

## Obra

### Historietística
- Memorias de Idhún #1-11 (Dark Horse Comics, 2009-2015)
- Cazadores de leyendas #1 (Estudio Fénix, 2011)
- Gear School #1-2 (Dark Horse Comics, 2007)
- Karas (Dark Horse Comics, 2005)
- M1M en Revista MVL #1-4 (Panini España, 2004-2005)
- Star Wars Tales #19 “The Lost Lightsaber” (Dark Horse Comics, 2004)
- Dragon Fall #0 (Editorial Heliópolis, 2002)
- Animortales en revista Hoy día (Norma Editorial, 2002)
- Telekids en revista Zapper #24-42 (Planeta DeAgostini, 2000-2001)
- Cómo dibujar monstruos (Martínez Roca, 1999). Libro. Ilustraciones.
- Penthouse Comix (Penthouse Int, 1998)
- El vuelo de Skuhm (Planeta DeAgostini, 1997)
- Clitorina (Grupo Zeta, 1997)
- Sukebe #1-2 (Camaleón Ediciones, 1996)
- Akuma (Camaleón Ediciones, 1995)

### De ilustración
- Enciclopedia de Idhún (Grupo SM, 2014). Libro. Ilustraciones a color.
- El Mundo Perdido (Editorial Teide, 2008). Libro. 14 ilustraciones a color.
- Japanese in mangaland (Editorial Teide, 2003-2006). Libro. Ilustración de cubierta.
- Santa Justa Klan (Panini España, 2006). Revista. Ilustraciones a color.
- El fantasma de Canterville y otros cuentos (Editorial Teide, 2006). Libro. Ilustraciones a color.
- Diseño de mascota/icono para Globomedia (2006)
- Japonés en viñetas (Norma Editorial, 2004). Libro. Ilustración de cubierta.
- Curso de dibujo manga (Salvat Editores, 2004). Fascículos. Ilustraciones a color.
- Mundos de fantasía (Martínez Roca, 2004). Libro. Ilustraciones en blanco y negro.
- El arte del cómic erótico (Martínez Roca, 2003). Libro. Ilustraciones en blanco y negro.
- You (Grupo Zeta, 2001-2002). Revista. Ilustraciones a color.
- Curso avanzado de manga (Martínez Roca, 2001). Libro. Ilustraciones en blanco y negro.
- Cómo dibujar manga (Martínez Roca, 1998). Libro. Ilustraciones en blanco y negro.